# 363 f.Kr.

## Händelser

### Efter plats

#### Egypten
- Teos (eller Tachos) efterträder sin far Nektanebo I som farao av Egypten. Då han planerar ett stort anfall mot Persien inbjuder han Sparta att hjälpa honom.

#### Grekland
- Den thebiske generalen Epaminondas gör ett djärvt försök att utmana Atens sjövälde. Med en ny boeotisk flotta seglar han till Byzantion, vilket får till resultat att ett antal städer i det atenska imperiet gör uppror mot sina nu hotade herrar.

## Avlidna
- Nektanebo I, farao av Egypten